# Francesco Morettini
Francesco Morettini (Terni, 19 luglio 1970) è un pianista, compositore e produttore discografico italiano.

## Biografia
Diplomato in pianoforte presso il Conservatorio F. Morlacchi di Perugia, si dedica alla composizione e produzione musicale presso il proprio studio di registrazione “Casamusica” a Sangemini, nelle colline umbre.
Più volte direttore d’orchestra al Festival di Sanremo.
- Sigle e sonorizzazioni per Rai e Mediaset tra cui sigle di TG1 economia, Italia sera, Tornando a casa, Storie di donne al bivio, Italian Green, GR3, Linea Blu
- Sigle e sonorizzazioni per cartoni animati per Rai tra cui: Ragazze dell'Olimpo, Bubu Chacha, Monster Rancher, I Saurini, Taco & Paco
- Musiche per commedie teatrali

Nel campo della musica leggera ha scritto e collaborato con molti artisti tra cui: Plácido Domingo, Renato Zero, Mina, Stadio, Il Divo, Emma Marrone, Gianni Morandi, Nina Zilli, Alessandra Amoroso, Mietta, Ennio Morricone, Placido Domingo Junior, Gigi Finizio, Marco Masini e molti altri.

## Brani di musica leggera
- Placido Domingo - Loving Christmas with you
- Bobby Solo - Meravigliosa vita
- Bianca Atzei - In un giorno di sole
- Annalisa - Un bacio prima di morire
- Stadio - Tutto con te
- Katri Helena - Ei mahdotonta ole (Finlandia)
- Renato Zero - La vita che mi aspetta
- Giada - Il solo raggio di sole
- Nina Zilli - La casa sull'albero
- Emma Marrone - Tra passione e lacrime
- Mina - Ma c'è tempo
- Gianni Morandi - Ricominciamo da qui
- Mietta - Angoli diversi, Cadono gemme
- Marco Masini - Qualcosa che cercavi altrove
- Valerio Scanu - Il cuore non mente mai
- Karima - A metà strada, D'amore
- Gigi Finizio - Buongiorno Amore
- Tomi Metsäketo - Come un raggio di sole, La vita va, Un posto fra le nuvole (Finlandia)
- Daniel Chan - Love, music (Cina)
- Zecchino d'oro - Zanzara
- Viola Valentino - Che caldo fa, Daisy
- Stefania Orlando - Su e giù, Sotto la luna
- Carlotta - Album Smack - Frena
- Leda Battisti - Album Leda Battisti - Passionaria
- Davide De Marinis - Chiedi quello che vuoi
- Jalisse - Album Il cerchio magico del mondo
- Federica Camba - L'amore non è
- Fedele Boccassini - Fai che nasca una nuova canzone
- Frena - Campagna Sicurezza stradale - Guido per vivere
- Frena - Spot Citroen Xsara Picasso